# Jens Smedegaard Andersen
Jens Smedegaard Andersen (6. august 1893 i Velling – 15. oktober 1987) var en dansk landsretssagfører og hypotekforeningsdirektør.
Han var søn af gårdejer Chr. Sandager Andersen og hustru Anna født Smedegaard. Han blev gift i 1922 med Maria (født 1901 i Rind), datter af forhenværende sognerådsformand N.P. Madsen og hustru Anna født Corneliussen.
Han blev exam.jur. i 1917 og herefter sagfører i Herning fra 1920. Han blev landsretssagfører i 1933.
I 1943 blev han direktør i Jydsk Hypothekforening.
Han var medlem af Herning Byråd 1929-45 og formand for Herning Venstrevælgerforening 1933-45.